# Gornjošlesko metropolitansko područje
Gornjošlesko metropolitansko područje (polj. Górnośląsko-Zagłębiowska Metropolia, skr. GZM) je metropolitansko područje (związek metropolitalny) koje obuhvaća 41 općinu (gminu) oko Katowica u Šleskom vojvodstvu s više od dva milijuna stanovnika. Obuhvaća i pet jedinica razine NUTS-3.
Utemeljio ga je poljski Sejm u lipnju 2017., u granicama koje je odredilo Vijeće ministara. Zakonski su jedinice mjesne samouprave unutar područja dužne provoditi dogovorene projekte prostornoga planiranja, društveno-gospodarskog razvoja, razvoja javnoga prijevoza i promidžbe. U te svrhe područje prima 5 % od prikupljena poreza na dohodak mjesnog stanovništva.
Područje predstavljaju dva upravna tijela: Upravni odbor (izvršni) i Skupština (zakonodavna).

## Galerija
- Logotip.
- Znamenitosti područja.

## Vanjske pvoeznice
- Službene stranice